# Lijst van brutoformules Cl
Dit lemma is onderdeel van de lijst van brutoformules. Dit lemma behandelt de brutoformules van Cl (chloor).

## Cl
| Brutoformule                         | Gewone formule             | Naam |
| ------------------------------------ | -------------------------- | --- |
| {\displaystyle {\ce {Cl}}}           | {\displaystyle {\ce {Cs}}} | Chloor |
| {\displaystyle {\ce {Cl}}}-isotopen  | {\displaystyle {\ce {Cs}}} | Isotopen van chloor 28Cl · 29Cl · 30Cl · 31Cl · 32Cl · 33Cl · 34Cl · 35Cl · 36Cl · 37Cl 38Cl · 39Cl · 40Cl · 41Cl · 42Cl · 43Cl · 44Cl · 45Cl · 46Cl · 47Cl 48Cl · 49Cl · 50Cl · 51Cl |
| {\displaystyle {\ce {Cl}}}-mineralen | {\displaystyle {\ce {Cs}}} | Chloorhoudend mineraal |

## Cl1Cs
| Brutoformule                   | Gewone formule                 | Naam                                                                |
| ------------------------------ | ------------------------------ | ------------------------------------------------------------------- |
| {\displaystyle {\ce {ClCs}}}   | {\displaystyle {\ce {CsCl}}}   | Cesiumchloride                                                      |
| {\displaystyle {\ce {ClCsF2}}} | {\displaystyle {\ce {CsClF2}}} | Cesiumfluorohypochloriet ~ uit cesiumfluoride en chloormonofluoride |
| {\displaystyle {\ce {ClCsF4}}} | {\displaystyle {\ce {CsClF4}}} | Cesiumtetrafluorochloraat ~ in bereiding chloorpentafluoride        |
| {\displaystyle {\ce {ClCsO4}}} | {\displaystyle {\ce {CsClO4}}} | Cesiumperchloraat ~ als perchloraat                                 |

## Cl1Cu
| Brutoformule                 | Gewone formule               | Naam                                                     |
| ---------------------------- | ---------------------------- | -------------------------------------------------------- |
| {\displaystyle {\ce {ClCu}}} | {\displaystyle {\ce {CuCl}}} | Koper(I)chloride ~ ook wel: cuprochloride, koperchloride |

## Cl1Dy
| Brutoformule                  | Gewone formule                | Naam                                                |
| ----------------------------- | ----------------------------- | --------------------------------------------------- |
| {\displaystyle {\ce {ClDyO}}} | {\displaystyle {\ce {DyOCl}}} | Dysprosiumoxychloride ~ uit dysprosium(III)chloride |

## Cl1F
| Brutoformule                   | Gewone formule                   | Naam |
| ------------------------------ | -------------------------------- | --- |
| {\displaystyle {\ce {ClF}}}    | {\displaystyle {\ce {ClF}}}      | Chloormonofluoride ~ als pseudohalogeen, interhalogeen                                                                                                |
| {\displaystyle {\ce {ClFO3}}}  | {\displaystyle {\ce {ClFO3}}}    | Perchlorylfluoride |
| {\displaystyle {\ce {ClF2O}}}  | {\displaystyle {\ce {CsOF2}}}    | Chlorylfluoride |
| {\displaystyle {\ce {ClF3}}}   | {\displaystyle {\ce {ClF3}}}     | Chloortrifluoride ~ als pseudohalogeen, interhalogeen ~ in synthese chloormonofluoride, chloorpentafluoride, uraniumhexafluoride ~ reactie met chloor |
| {\displaystyle {\ce {ClF3O2}}} | {\displaystyle {\ce {polymeer}}} | uit O2F2 en ClF |
| {\displaystyle {\ce {ClF4K}}}  | {\displaystyle {\ce {KClF4}}}    | Kaliumtetrafluorochloraat ~ in bereiding chloorpentafluoride                                                                                          |
| {\displaystyle {\ce {ClF4Rb}}} | {\displaystyle {\ce {CsClF4}}}   | Rubidiumtetrafluorochloraat ~ in bereiding chloorpentafluoride                                                                                        |
| {\displaystyle {\ce {ClF5}}}   | {\displaystyle {\ce {ClF5}}}     | Chloorpentafluoride ~ als pseudohalogeen, interhalogeen                                                                                               |

## Cl1Fe
| Brutoformule                  | Gewone formule                | Naam                                                                       |
| ----------------------------- | ----------------------------- | -------------------------------------------------------------------------- |
| {\displaystyle {\ce {ClFeO}}} | {\displaystyle {\ce {FeOCl}}} | IJzer(III)oxychloride ~ of ijzer(III)hypochloriet ~ uit ijzer(III)chloride |

## Cl1Ga
| Brutoformule                 | Gewone formule               | Naam                                       |
| ---------------------------- | ---------------------------- | ------------------------------------------ |
| {\displaystyle {\ce {ClGa}}} | {\displaystyle {\ce {GaCl}}} | Gallium(I)chloride ~ als galliumhalogenide |

## Cl1Hg
| Brutoformule                 | Gewone formule               | Naam                            |
| ---------------------------- | ---------------------------- | ------------------------------- |
| {\displaystyle {\ce {ClHg}}} | {\displaystyle {\ce {HgCl}}} | Calomel Kalomel Kwik(I)chloride |

## Cl1I
| Brutoformule                 | Gewone formule               | Naam                                     |
| ---------------------------- | ---------------------------- | ---------------------------------------- |
| {\displaystyle {\ce {ClI}}}  | {\displaystyle {\ce {ICl}}}  | Joodmonochloride                         |
| {\displaystyle {\ce {ClIn}}} | {\displaystyle {\ce {InCl}}} | Indium(I)chloride ~ als indiumhalogenide |

## Cl1K
| Brutoformule                  | Gewone formule                | Naam |
| ----------------------------- | ----------------------------- | --- |
| {\displaystyle {\ce {ClK}}}   | {\displaystyle {\ce {KCl}}}   | Kaliumchloride ~ bijprijduct kunstmest-productie                                                                 |
| {\displaystyle {\ce {ClKO3}}} | {\displaystyle {\ce {KClO3}}} | Kaliumchloraat ~ ook wel: Anforstan, Bertholets zout, Fekabit, H3 ~ synthese via elektrolyse ~ in kaliumchloraat |
| {\displaystyle {\ce {ClKO4}}} | {\displaystyle {\ce {KClO4}}} | Kaliumperchloraat ~ als perchloraat, zout van dichloorheptaoxide                                                 |

## Cl1Li
| Brutoformule                   | Gewone formule                 | Naam                                 |
| ------------------------------ | ------------------------------ | ------------------------------------ |
| {\displaystyle {\ce {ClLi}}}   | {\displaystyle {\ce {LiCl}}}   | Lithiumchloride                      |
| {\displaystyle {\ce {ClLiO4}}} | {\displaystyle {\ce {LiClO4}}} | Lithiumperchloraat ~ als perchloraat |

## Cl1N
| Brutoformule                   | Gewone formule                      | Naam                                                 |
| ------------------------------ | ----------------------------------- | ---------------------------------------------------- |
| {\displaystyle {\ce {ClNO}}}   | {\displaystyle {\ce {NOCl}}}        | Nitrosylchloride ~ in bereiding dimethylsulfaat      |
| {\displaystyle {\ce {ClNO2}}}  | {\displaystyle {\ce {NO2Cl}}}       | Nitrylchloride ~ in vergelijking met nitroniumzouten |
| {\displaystyle {\ce {ClNO3}}}  | {\displaystyle {\ce {NO2Cl}}}       | Chloornitraat                                        |
| {\displaystyle {\ce {ClNO6}}}  | {\displaystyle {\ce {(NO2)ClO4}}}   | Nitroniumperchloraat ~ als nitroniumzout             |
| {\displaystyle {\ce {ClN2O2}}} | {\displaystyle {\ce {ClN-NO2^{-}}}} | Nitrochlooramide-anion                               |

## Cl1Na
| Brutoformule                   | Gewone formule                 | Naam |
| ------------------------------ | ------------------------------ | --- |
| {\displaystyle {\ce {ClNa}}}   | {\displaystyle {\ce {NaCl}}}   | Natriumchloride ~ ook wel: haliet, keukenzout, steenzout ~ in de bereiding van natriumchloraat, natriumhydroxide, ammoniumchloride ~ en halokinese ~ reactie met chloormonofluoride |
| {\displaystyle {\ce {ClNaO}}}  | {\displaystyle {\ce {NaClO}}}  | Natriumhypochloriet ~ ook wel: bleekwater, eau de Javel, Javel ~ in bleekloog |
| {\displaystyle {\ce {ClNaO2}}} | {\displaystyle {\ce {NaClO2}}} | Natriumchloriet |
| {\displaystyle {\ce {ClNaO3}}} | {\displaystyle {\ce {NaClO3}}} | Natriumchloraat |
| {\displaystyle {\ce {ClNaO4}}} | {\displaystyle {\ce {NaClO4}}} | Natriumperchloraat ~ als perchloraat ~ uit natriumchloraat |

## Cl1O
| Brutoformule                   | Gewone formule                   | Naam                                         |
| ------------------------------ | -------------------------------- | -------------------------------------------- |
| {\displaystyle {\ce {ClO}}}    | {\displaystyle {\ce {ClO}}}      | Chloormonoxide ~ monomeer van chloorperoxide |
| {\displaystyle {\ce {ClO2}}}   | {\displaystyle {\ce {ClO2}}}     | Chloordioxide                                |
| {\displaystyle {\ce {ClO2}}}   | {\displaystyle {\ce {ClO2^{-}}}} | Chloriet                                     |
| {\displaystyle {\ce {ClO3}}}   | {\displaystyle {\ce {ClO3^{-}}}} | Chloraat                                     |
| {\displaystyle {\ce {ClO4Rb}}} | {\displaystyle {\ce {RbClO4}}}   | Rubidiumperchloraat ~ als perchloraat        |

## Cl1Rb
| Brutoformule                 | Gewone formule               | Naam             |
| ---------------------------- | ---------------------------- | ---------------- |
| {\displaystyle {\ce {ClRb}}} | {\displaystyle {\ce {RbCl}}} | Rubidiumchloride |

## Cl1Tl
| Brutoformule                 | Gewone formule               | Naam                |
| ---------------------------- | ---------------------------- | ------------------- |
| {\displaystyle {\ce {ClTl}}} | {\displaystyle {\ce {TlCl}}} | Thallium(I)chloride |

## Cl2
| Brutoformule                | Gewone formule              | Naam |
| --------------------------- | --------------------------- | --- |
| {\displaystyle {\ce {Cl2}}} | {\displaystyle {\ce {Cl2}}} | Chloor, Dichloor ~ als halogeen ~ in de bereiding van bleekloog, natriumhypochloriet, chloorbleekloog, chloormonofluoride ~ bereiding m.b.v. mangaan(IV)oxide ~ reactie met F2 → ClF, SO2 -> SO2Cl2 |

## Cl2Co
| Brutoformule                  | Gewone formule                | Naam                                            |
| ----------------------------- | ----------------------------- | ----------------------------------------------- |
| {\displaystyle {\ce {Cl2Co}}} | {\displaystyle {\ce {CoCl2}}} | Kobalt(II)chloride ~ in Europese standaardreeks |

## Cl2Cr
| Brutoformule                    | Gewone formule                  | Naam               |
| ------------------------------- | ------------------------------- | ------------------ |
| {\displaystyle {\ce {Cl2Cr}}}   | {\displaystyle {\ce {CrCl2}}}   | Chroom(II)chloride |
| {\displaystyle {\ce {Cl2CrO2}}} | {\displaystyle {\ce {CrO2Cl2}}} | Chromylchloride    |

## Cl2Cu
| Brutoformule                  | Gewone formule                | Naam              |
| ----------------------------- | ----------------------------- | ----------------- |
| {\displaystyle {\ce {Cl2Cu}}} | {\displaystyle {\ce {CuCl2}}} | Koper(II)chloride |

## Cl2Dy
| Brutoformule                  | Gewone formule                | Naam                                                   |
| ----------------------------- | ----------------------------- | ------------------------------------------------------ |
| {\displaystyle {\ce {Cl2Dy}}} | {\displaystyle {\ce {DyCl2}}} | Dysprosium(II)chloride ~ naast dysprosium(III)chloride |

## Cl2Fe
| Brutoformule                    | Gewone formule                    | Naam                 |
| ------------------------------- | --------------------------------- | -------------------- |
| {\displaystyle {\ce {Cl2Fe}}}   | {\displaystyle {\ce {FeCl2}}}     | IJzer(II)chloride    |
| {\displaystyle {\ce {Cl2FeO8}}} | {\displaystyle {\ce {Fe(ClO4)2}}} | IJzer(II)perchloraat |

## Cl2Ga
| Brutoformule                  | Gewone formule                                                            | Naam                                                     |
| ----------------------------- | ------------------------------------------------------------------------- | -------------------------------------------------------- |
| {\displaystyle {\ce {Cl2Ga}}} | {\displaystyle {\ce {GaCl2}}} {\displaystyle {\ce {Ga^{I}[Ga^{III}Cl4]}}} | Gallium(I)tetrabromogallaat(III) ~ als galliumhalogenide |

## Cl2Hg
| Brutoformule                   | Gewone formule                 | Naam                                                |
| ------------------------------ | ------------------------------ | --------------------------------------------------- |
| {\displaystyle {\ce {Cl2Hg}}}  | {\displaystyle {\ce {Hg2Cl2}}} | Kwik(II)chloride                                    |
| {\displaystyle {\ce {Cl2Hg2}}} | {\displaystyle {\ce {Hg2Cl2}}} | Kalomel ~ IUPAC: kwik(I)chloride ~ ook wel: calomel |

## Cl2Mg
| Brutoformule                    | Gewone formule                    | Naam                                                            |
| ------------------------------- | --------------------------------- | --------------------------------------------------------------- |
| {\displaystyle {\ce {Cl2Mg}}}   | {\displaystyle {\ce {MgCl2}}}     | Magnesiumchloride ~ en ionaire binding ~ in bereiding magnesium |
| {\displaystyle {\ce {Cl2MgO8}}} | {\displaystyle {\ce {Mg(ClO4)2}}} | Magnesiumperchloraat ~ als perchloraat                          |

## Cl2Ni
| Brutoformule                  | Gewone formule                | Naam               |
| ----------------------------- | ----------------------------- | ------------------ |
| {\displaystyle {\ce {Cl2Ni}}} | {\displaystyle {\ce {NiCl2}}} | Nikkel(II)chloride |

## Cl2O
| Brutoformule                   | Gewone formule                 | Naam                                                                      |
| ------------------------------ | ------------------------------ | ------------------------------------------------------------------------- |
| {\displaystyle {\ce {Cl2O}}}   | {\displaystyle {\ce {Cl2O}}}   | Dichloormonoxide                                                          |
| {\displaystyle {\ce {Cl2OS}}}  | {\displaystyle {\ce {SOCl2}}}  | Thionylchloride ~ in de bereiding van acetylchloride                      |
| {\displaystyle {\ce {Cl2OSe}}} | {\displaystyle {\ce {SOCl2}}}  | Seleenoxydichloride ~ ook wel: seleenoxychloride                          |
| {\displaystyle {\ce {Cl2OTi}}} | {\displaystyle {\ce {TiOCl2}}} | Titaniumoxychloride ~ ook wel: titanylchloride ~ uit titanium(IV)chloride |
| {\displaystyle {\ce {Cl2O2}}}  | {\displaystyle {\ce {Cl2O2}}}  | Chloorperoxide                                                            |
| {\displaystyle {\ce {Cl2O2S}}} | {\displaystyle {\ce {SO2Cl2}}} | Sulfurylchloride                                                          |
| {\displaystyle {\ce {Cl2O7}}}  | {\displaystyle {\ce {Cl2O7}}}  | Dichloorheptoxide ~ als halogeenverbinding                                |

## Cl2Pb
| Brutoformule                  | Gewone formule                | Naam             |
| ----------------------------- | ----------------------------- | ---------------- |
| {\displaystyle {\ce {Cl2Pb}}} | {\displaystyle {\ce {PbCl2}}} | Lood(II)chloride |

## Cl2Pd
| Brutoformule                  | Gewone formule                | Naam                  |
| ----------------------------- | ----------------------------- | --------------------- |
| {\displaystyle {\ce {Cl2Pd}}} | {\displaystyle {\ce {PdCl2}}} | Palladium(II)chloride |

## Cl2Po
| Brutoformule                  | Gewone formule                | Naam                 |
| ----------------------------- | ----------------------------- | -------------------- |
| {\displaystyle {\ce {Cl2Po}}} | {\displaystyle {\ce {PoCl2}}} | Polonium(II)chloride |

## Cl2Pt
| Brutoformule                  | Gewone formule                | Naam                |
| ----------------------------- | ----------------------------- | ------------------- |
| {\displaystyle {\ce {Cl2Pt}}} | {\displaystyle {\ce {PtCl2}}} | Platina(II)chloride |

## Cl2Ra
| Brutoformule                  | Gewone formule                | Naam           |
| ----------------------------- | ----------------------------- | -------------- |
| {\displaystyle {\ce {Cl2Ra}}} | {\displaystyle {\ce {RaCl2}}} | Radiumchloride |

## Cl2S
| Brutoformule                  | Gewone formule                | Naam                                                             |
| ----------------------------- | ----------------------------- | ---------------------------------------------------------------- |
| {\displaystyle {\ce {Cl2S}}}  | {\displaystyle {\ce {SCl2}}}  | Zwaveldichloride ~ Ook wel: dichloorsulfaan; dichloormonosulfaan |
| {\displaystyle {\ce {Cl2S2}}} | {\displaystyle {\ce {S2Cl2}}} | Zwavelchloride ~ Ook wel: dizwaveldichloride; dichloordisulfaan  |
| {\displaystyle {\ce {Cl2S3}}} | {\displaystyle {\ce {Cl2S3}}} | Dichloortrisulfaan ~ als polysulfaan                             |
| {\displaystyle {\ce {Cl2S4}}} | {\displaystyle {\ce {Cl2S4}}} | Dichloortetrasulfaan ~ als polysulfaan                           |
| {\displaystyle {\ce {Cl2S5}}} | {\displaystyle {\ce {Cl2S5}}} | Dichloorpentasulfaan ~ als polysulfaan                           |
| {\displaystyle {\ce {Cl2S6}}} | {\displaystyle {\ce {Cl2S6}}} | Dichloorhexasulfaan ~ als polysulfaan                            |
| {\displaystyle {\ce {Cl2S7}}} | {\displaystyle {\ce {Cl2S7}}} | Dichloorheptasulfaan ~ als polysulfaan                           |
| {\displaystyle {\ce {Cl2S8}}} | {\displaystyle {\ce {Cl2S8}}} | Dichlooroctasulfaan ~ als polysulfaan                            |
| {\displaystyle {\ce {Cl2Se}}} | {\displaystyle {\ce {SeCl2}}} | Seleendichloride ~ uit: seleentetrachloride                      |

## Cl2Sn
| Brutoformule                  | Gewone formule                | Naam            |
| ----------------------------- | ----------------------------- | --------------- |
| {\displaystyle {\ce {Cl2Sn}}} | {\displaystyle {\ce {SnCl2}}} | Tin(II)chloride |

## Cl2Sr
| Brutoformule                  | Gewone formule                | Naam              |
| ----------------------------- | ----------------------------- | ----------------- |
| {\displaystyle {\ce {Cl2Sr}}} | {\displaystyle {\ce {SrCl2}}} | Strontiumchloride |

## Cl2Te
| Brutoformule                  | Gewone formule                | Naam              |
| ----------------------------- | ----------------------------- | ----------------- |
| {\displaystyle {\ce {Cl2Te}}} | {\displaystyle {\ce {TeCl2}}} | Telluurdichloride |

## Cl2Ti
| Brutoformule                  | Gewone formule                | Naam                                                                         |
| ----------------------------- | ----------------------------- | ---------------------------------------------------------------------------- |
| {\displaystyle {\ce {Cl2Ti}}} | {\displaystyle {\ce {TiCl2}}} | Titanium(II)chloride ~ uit: titanium(III)chloride ~ in: cyclopropaansynthese |

## Cl2V
| Brutoformule                 | Gewone formule               | Naam                 |
| ---------------------------- | ---------------------------- | -------------------- |
| {\displaystyle {\ce {Cl2V}}} | {\displaystyle {\ce {VCl2}}} | Vanadium(II)chloride |

## Cl2Xe
| Brutoformule                  | Gewone formule                | Naam                                    |
| ----------------------------- | ----------------------------- | --------------------------------------- |
| {\displaystyle {\ce {Cl2Xe}}} | {\displaystyle {\ce {XeCl2}}} | Xenondichloride ~ als edelgasverbinding |

## Cl2Zn
| Brutoformule                  | Gewone formule                | Naam         |
| ----------------------------- | ----------------------------- | ------------ |
| {\displaystyle {\ce {Cl2Zn}}} | {\displaystyle {\ce {ZnCl2}}} | Zinkchloride |

## Cl3
| Brutoformule                   | Gewone formule                               | Naam                                                           |
| ------------------------------ | -------------------------------------------- | -------------------------------------------------------------- |
| {\displaystyle {\ce {Cl3Cr}}}  | {\displaystyle {\ce {CrCl3}}}                | Chroom(III)chloride                                            |
| {\displaystyle {\ce {Cl3Dy}}}  | {\displaystyle {\ce {DyCl3}}}                | Dysprosium(III)chloride                                        |
| {\displaystyle {\ce {Cl3F2P}}} | {\displaystyle {\ce {PCl3F2}}}               | IJzer(III)chloride                                             |
| {\displaystyle {\ce {Cl3Fe}}}  | {\displaystyle {\ce {FeCl3}}}                | IJzer(III)chloride                                             |
| {\displaystyle {\ce {Cl3Ga}}}  | {\displaystyle {\ce {GaCl3}}}                | Gallium(III)chloride ~ als galliumhalogenide                   |
| {\displaystyle {\ce {Cl3Ho}}}  | {\displaystyle {\ce {HoCl3}}}                | Holmium(III)chloride                                           |
| {\displaystyle {\ce {Cl3I}}}   | {\displaystyle {\ce {ICl3}}}                 | Joodtrichloride ~ uit joodmonochloride                         |
| {\displaystyle {\ce {Cl3In}}}  | {\displaystyle {\ce {InCl3}}}                | Indium(III)chloride ~ als indiumhalogenide                     |
| {\displaystyle {\ce {Cl3In2}}} | {\displaystyle {\ce {In^{I}3[In^{III}Cl6]}}} | Indium(I)hexachloroindiumaat(III) ~ als indiumhalogenide       |
| {\displaystyle {\ce {Cl3Ir}}}  | {\displaystyle {\ce {InCl3}}}                | Iridium(III)chloride                                           |
| {\displaystyle {\ce {Cl3La}}}  | {\displaystyle {\ce {LaCl3}}}                | Lanthaan(III)chloride ~ uit lanthanium en chloor               |
| {\displaystyle {\ce {Cl3Lu}}}  | {\displaystyle {\ce {LuCl3}}}                | Lutetium(III)chloride                                          |
| {\displaystyle {\ce {Cl3N}}}   | {\displaystyle {\ce {NCl3}}}                 | Stikstoftrichloride                                            |
| {\displaystyle {\ce {Cl3Nb}}}  | {\displaystyle {\ce {NbCl3}}}                | Niobium(III)chloride                                           |
| {\displaystyle {\ce {Cl3OP}}}  | {\displaystyle {\ce {POCl3}}}                | Fosforylchloride ~ Ook wel: fosforoxychloride                  |
| {\displaystyle {\ce {Cl3OV}}}  | {\displaystyle {\ce {VOCl3}}}                | Vanadiumoxytrichloride                                         |
| {\displaystyle {\ce {Cl3P}}}   | {\displaystyle {\ce {PCl3}}}                 | Fosfortrichloride                                              |
| {\displaystyle {\ce {Cl3Pr}}}  | {\displaystyle {\ce {PrCl3}}}                | Praseodymium(III)chloride ~ in synthese praseodymium(III)oxide |
| {\displaystyle {\ce {Cl3PS}}}  | {\displaystyle {\ce {PSCl3}}}                | Thiofosforylchloride                                           |
| {\displaystyle {\ce {Cl3Pu}}}  | {\displaystyle {\ce {PuCl3}}}                | Plutonium(III)chloride                                         |
| {\displaystyle {\ce {Cl3Re}}}  | {\displaystyle {\ce {ReCl3}}}                | Renium(III)chloride                                            |
| {\displaystyle {\ce {Cl3Rh}}}  | {\displaystyle {\ce {RhCl3}}}                | Rodium(III)chloride                                            |
| {\displaystyle {\ce {Cl3Sb}}}  | {\displaystyle {\ce {SbCl3}}}                | Antimoon(III)chloride                                          |
| {\displaystyle {\ce {Cl3Sc}}}  | {\displaystyle {\ce {ScCl3}}}                | Scandiumchloride                                               |
| {\displaystyle {\ce {Cl3Tb}}}  | {\displaystyle {\ce {TbCl3}}}                | Terbium(III)chloride                                           |
| {\displaystyle {\ce {Cl3Ti}}}  | {\displaystyle {\ce {TiCl3}}}                | Titanium(III)chloride ~ in vorming organotitanium-verbindingen |
| {\displaystyle {\ce {Cl3U}}}   | {\displaystyle {\ce {UCl3}}}                 | Uranium(III)chloride                                           |
| {\displaystyle {\ce {Cl3V}}}   | {\displaystyle {\ce {VCl3}}}                 | Vanadium(III)chloride                                          |
| {\displaystyle {\ce {Cl3Y}}}   | {\displaystyle {\ce {YCl3}}}                 | Yttriumchloride ~ in organoyttriumchemie                       |

## Cl4
| Brutoformule                     | Gewone formule                                                            | Naam                                                                                              |
| -------------------------------- | ------------------------------------------------------------------------- | ------------------------------------------------------------------------------------------------- |
| {\displaystyle {\ce {Cl4Cr}}}    | {\displaystyle {\ce {CrCl4}}}                                             | Chroom(IV)chloride                                                                                |
| {\displaystyle {\ce {Cl4Cu}}}    | {\displaystyle {\ce {CuCl4^{2-}}}}                                        | Tetrachloorcupraat(II) ~ als cupraat                                                              |
| {\displaystyle {\ce {Cl4CuLi2}}} | {\displaystyle {\ce {Li2[CuCl4]}}}                                        | Lithiumtetrachloorcupraat(II) ~ als cupraat                                                       |
| {\displaystyle {\ce {Cl4CuGa}}}  | {\displaystyle {\ce {Cu^{+}Ga^{3+}Cl4}}}                                  | Kopergalliumchloride                                                                              |
| {\displaystyle {\ce {Cl4Ga2}}}   | {\displaystyle {\ce {Ga2Cl4}}} {\displaystyle {\ce {Ga^{I}[Ga^{III}F4]}}} | Gallium(I)tetrachlorogallaat(III) ~ als galliumhalogenide                                         |
| {\displaystyle {\ce {Cl4Ge}}}    | {\displaystyle {\ce {GeCl4}}}                                             | Germaniumtetrachloride ~ in de organogermaniumchemie                                              |
| {\displaystyle {\ce {Cl4K2Pt}}}  | {\displaystyle {\ce {K2PtCl4}}}                                           | Kaliumtetrachloroplatinaat                                                                        |
| {\displaystyle {\ce {Cl4Mo}}}    | {\displaystyle {\ce {MoCl4}}}                                             | Molybdeen(IV)chloride                                                                             |
| {\displaystyle {\ce {Cl4Na2Pd}}} | {\displaystyle {\ce {Na2[PdCl4]}}}                                        | Natriumtetrachloorpalladaat                                                                       |
| {\displaystyle {\ce {Cl4Nb}}}    | {\displaystyle {\ce {NbCl4}}}                                             | Niobium(IV)chloride                                                                               |
| {\displaystyle {\ce {Cl4Os}}}    | {\displaystyle {\ce {OsCl4}}}                                             | Osmium(IV)chloride                                                                                |
| {\displaystyle {\ce {Cl4Pb}}}    | {\displaystyle {\ce {PbCl4}}}                                             | Lood(IV)chloride ~ uit lood(II)chloride                                                           |
| {\displaystyle {\ce {Cl4Po}}}    | {\displaystyle {\ce {PoCl4}}}                                             | Polonium(IV)chloride ~ in synthese polonium(II)chloride                                           |
| {\displaystyle {\ce {Cl4Pt}}}    | {\displaystyle {\ce {PtCl4}}}                                             | Platina(IV)chloride ~ uit hexachloorplatinazuur                                                   |
| {\displaystyle {\ce {Cl4Pu}}}    | {\displaystyle {\ce {PuCl4}}}                                             | Plutonium(IV)chloride                                                                             |
| {\displaystyle {\ce {Cl4Re}}}    | {\displaystyle {\ce {ReCl4}}}                                             | Renium(IV)chloride ~ uit reactie van renium(III)chloride en renium(V)chloride (Engelse Wikipedia) |
| {\displaystyle {\ce {Cl4Se}}}    | {\displaystyle {\ce {SeCl4}}}                                             | Seleentetrachloride                                                                               |
| {\displaystyle {\ce {Cl4Si}}}    | {\displaystyle {\ce {SiCl4}}}                                             | Siliciumtetrachloride                                                                             |
| {\displaystyle {\ce {Cl4Sn}}}    | {\displaystyle {\ce {SnCl4}}}                                             | Tin(IV)chloride                                                                                   |
| {\displaystyle {\ce {Cl4Tc}}}    | {\displaystyle {\ce {TcCl4}}}                                             | Technetium(IV)chloride                                                                            |
| {\displaystyle {\ce {Cl4Te}}}    | {\displaystyle {\ce {TcCl4}}}                                             | Telluurtetrachloride                                                                              |
| {\displaystyle {\ce {Cl4Th}}}    | {\displaystyle {\ce {ThCl4}}}                                             | Thorium(IV)chloride                                                                               |
| {\displaystyle {\ce {Cl4Ti}}}    | {\displaystyle {\ce {TiCl4}}}                                             | Titaantetrachloride ~ ook wel: titaniumtetrachloride, titaan(IV)chloride, titanium(IV)chloride    |
| {\displaystyle {\ce {Cl4V}}}     | {\displaystyle {\ce {VCl4}}}                                              | Vanadium(IV)chloride                                                                              |
| {\displaystyle {\ce {Cl4U}}}     | {\displaystyle {\ce {UCl4}}}                                              | Uranium(IV)chloride                                                                               |
| {\displaystyle {\ce {Cl4Zr}}}    | {\displaystyle {\ce {ZrCl4}}}                                             | Zirkonium(IV)chloride ~ in de organozirkoniumchemie                                               |

## Cl5
| Brutoformule                  | Gewone formule                | Naam |
| ----------------------------- | ----------------------------- | --- |
| {\displaystyle {\ce {Cl5Mo}}} | {\displaystyle {\ce {MoCl5}}} | Molybdeen(V)chloride ~ in synthese molybdeen(IV)chloride |
| {\displaystyle {\ce {Cl5Nb}}} | {\displaystyle {\ce {NbCl5}}} | Niobium(V)chloride |
| {\displaystyle {\ce {Cl5P}}}  | {\displaystyle {\ce {PCl5}}}  | Fosforpentachloride ~ in de theorie octetregel, valentieschil-elektronenpaar-repulsie-theorie ~ uitgangsstof voor chloorbenzeen, benzalchloride, hexachloorfosfazeen, thionylchloride, chloorsulfonzuur |

## Cl6
| Brutoformule                    | Gewone formule                               | Naam                                                             |
| ------------------------------- | -------------------------------------------- | ---------------------------------------------------------------- |
| {\displaystyle {\ce {Cl6Fe2}}}  | {\displaystyle {\ce {Fe2Cl6}}}               | gasfase-dimeer van ijzer(III)chloride                            |
| {\displaystyle {\ce {Cl6In4}}}  | {\displaystyle {\ce {In^{I}3[In^{III}Cl6]}}} | Indium(I)hexachloroindiumaat(III) ~ als diumhalogenide           |
| {\displaystyle {\ce {Cl6K2Pt}}} | {\displaystyle {\ce {K2[PtCl6]}}}            | Kaliumhexachloorplatinaat                                        |
| {\displaystyle {\ce {Cl6Mo}}}   | {\displaystyle {\ce {MoCl6}}}                | Molybdeenhexachloride ~ in vergelijking met wolfraam(VI)chloride |
| {\displaystyle {\ce {Cl6Re}}}   | {\displaystyle {\ce {ReCl6}}}                | Reniumhexachloride ~ in vergelijking met wolfraam(VI)chloride    |
| {\displaystyle {\ce {Cl6Si2}}}  | {\displaystyle {\ce {Si2Cl6}}}               | Hexachloordisilaan ~ Ook wel: perchloordisilaan                  |
| {\displaystyle {\ce {Cl6W}}}    | {\displaystyle {\ce {WCl6}}}                 | Wolfraam(VI)chloride                                             |

## Cl7
| Brutoformule                   | Gewone formule                                                    | Naam                                                        |
| ------------------------------ | ----------------------------------------------------------------- | ----------------------------------------------------------- |
| {\displaystyle {\ce {Cl7Ga3}}} | {\displaystyle {\ce {Ga3Cl7}}} {\displaystyle {\ce {Ga[Ga2Cl7]}}} | Gallium(I)heptachlorodi-indaat(III) ~ als galliumhalogenide |

## Cl9
| Brutoformule                   | Gewone formule                                  | Naam                                                              |
| ------------------------------ | ----------------------------------------------- | ----------------------------------------------------------------- |
| {\displaystyle {\ce {Cl9In5}}} | {\displaystyle {\ce {In^{I}3[In^{III}2Cl9]}}}   | Indium(I)nonachlorodi-indiaat(III) ~ als indiumhalogenide         |
| {\displaystyle {\ce {Cl9In7}}} | {\displaystyle {\ce {In^{I}6[In^{III}Cl6]Cl3}}} | Indium(I)hexachloroindiaat(III)trichloride ~ als indiumhalogenide |